# Avenue de l'U.R.S.S.
L'avenue de l'U.R.S.S. (en occitan : avenguda de l'URSS) est une voie de Toulouse, chef-lieu de la région Occitanie, dans le Midi de la France.

## Situation et accès

### Description
L'avenue de l'U.R.S.S. est une voie publique. Elle traverse le quartier Saint-Agne, dans le secteur 5 - Sud-Est.

### Voies rencontrées
L'avenue de l'U.R.S.S. rencontre les voies suivantes, dans l'ordre des numéros croissants (« g » indique que la rue se situe à gauche, « d » à droite) :
1. Boulevard des Récollets (g)
2. Boulevard André-Delacourtie (d)
3. Rue Valentin (g)
4. Rue Peyrouset (g)
5. Rue Léon-Soulié (g)
6. Rue Saint-Guilhem (g)
7. Avenue Marcel-Langer (d)
8. Rue Capus (d)
9. Rue Maran (g)
10. Rue Saint-Thomas-d'Aquin (g)
11. Avenue du Quatorzième-Régiment-d'Infanterie (g)
12. Impasse Pons (d)
13. Avenue Jules-Julien

### Transports
L'avenue de l'U.R.S.S. est parcourue et desservie par la ligne de bus 34. Au sud de l'avenue se trouve également la station de métro Saint-Agne - SNCF, sur la ligne de métro , ainsi que les arrêts de la ligne de bus 115, tandis qu'au nord, elle se trouve à proximité de la station Saint-Michel - Marcel-Langer, où se trouvent également les arrêts du Linéo L4.
Plusieurs stations de vélos en libre-service VélôToulouse se trouvent le long de l'avenue de l'U.R.S.S. : les stations no 157 (16 avenue de l'U.R.S.S.), no 158 (57 avenue de l'U.R.S.S.) et no 159 (96 avenue Jules-Julien).

## Odonymie
L'avenue de l'U.R.S.S. a reçu ce nom dès 1944, afin d'honorer le rôle majeur joué par ce pays dans la lutte — la victoire n'ayant pas encore été acquise à cette date — contre le Troisième Reich, durant la Seconde Guerre mondiale. Dans le même temps, les États-Unis donnaient leur nom à une partie de la route de Paris (actuelle avenue des États-Unis), au nord de la ville, et le Royaume-Uni à la route de Bayonne (actuelle avenue de Grande-Bretagne), à l'ouest. Après la chute de l'URSS en 1991, la question d'un changement de nom de l'avenue a parfois été posée. 
Au Moyen Âge, c'était d'abord le Grand chemin français — nom qu'elle partageait avec les actuelles avenue Jules-Julien et route de Narbonne qui la prolongent au sud : cette appellation — caminus Francigenus en latin —, se rencontre déjà au début du XIIIe siècle. À partir du XVIIIe siècle se trouvait plus souvent le nom de route de Montpellier. À partir du XIXe siècle, du boulevard des Récollets au passage à niveau de ligne de chemin de fer, le chemin s'urbanisa progressivement, formant l'axe principal du nouveau faubourg Saint-Agne, et devint naturellement l'allée Saint-Agne, du nom d'un village qui se trouvait près de Ramonville.

## Patrimoine et lieux d'intérêt

### Édifices scolaires
- no  20 : école élémentaire Ricardie. 
Créée en 1878, l'école de filles du faubourg Saint-Agne est installée en octobre 1891 dans de nouveaux bâtiments, comprenant une école primaire et une école maternelle, entre l'avenue de l'U.R.S.S. et l'avenue Marcel-Langer (actuel no 13). Elle prend, avant 1910, le nom d'un de ses anciens directeurs, L. Ricardie. L'école primaire est d'un style néo-classique caractéristique des constructions scolaires de cette époque. Elle est composée d'un long corps central de sept travées et un étage, encadré par deux petites ailes latérales en rez-de-chaussée. Les fenêtres ont un chambranle en brique, aux piédroits harpés, dont le jambage se poursuit au-delà de l'allège. La travée centrale est mise en valeur par un traitement particulier : au rez-de-chaussée, la porte, en pierre, est surmontée d'une table et encadrée de pilastres qui soutiennent un entablement orné de triglyphes et une corniche mouluré, tandis que, à l'étage, la fenêtre est surmontée d'un oculus et d'un fronton, orné du blason sculpté en pierre de la ville[6].

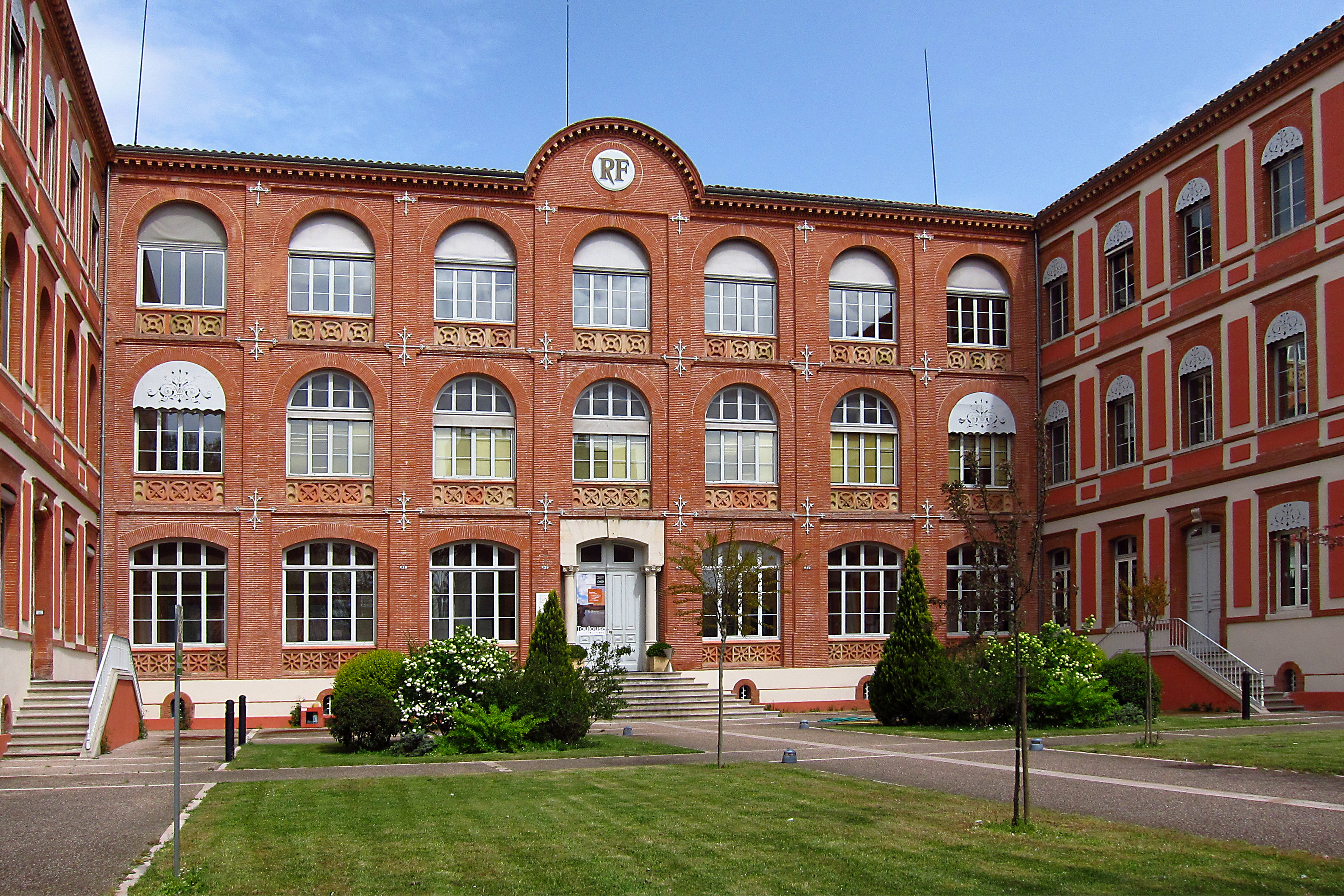
Le bâtiment principal de l'INSPÉ, du côté ouest.

- no  56 : Institut national supérieur du professorat et de l'éducation (INSPÉ). 
Entre 1872 et 1876, une école normale d'instituteurs est élevée par l'architecte Edmond Chambert dans le faubourg Saint-Agne, sur un vaste terrain de 14 500 m². Le terrain se révèle toutefois marécageux, et des travaux d'assèchement sont engagés après 1879. Rapidement, le bâtiment se révèle également trop petit : en 1883, une écurie et un hangar sont construits, puis, en 1886, deux ailes sont ajoutées au corps de bâtiment principal pour accueillir de nouveaux services, avant que, l'année suivante, la chapelle ne soit démolie. Pendant la Première Guerre mondiale, le site est utilisé comme hôpital temporaire, puis retrouve son activité au mois de décembre 1918. Les travaux reprennent en 1922 : un gymnase est construit et, l'année suivante, les ailes à l'arrière du bâtiment sont reprises. En 1990, l'école normale devient Institut universitaire de formation des maîtres (IUFM) , puis École supérieure du professorat et de l'éducation (ÉSPÉ) en 2013. 
Sur l'avenue de l'U.R.S.S., le terrain est fermé par un mur de clôture en brique et galets de Garonne, ouvert par un portique d'entrée, constitué d'une grande arcade en plein cintre, pour les voitures, encadrée de deux ouvertures rectangulaires plus petites, pour les piétons, et surmontée d'un fronton triangulaire. L'allée centrale, encadrée de deux pavillons d'entrée, mène au bâtiment principal, qui se compose d'un corps de bâtiment central encadré par deux ailes en retour. Le corps central est influencé par l'architecture industrielle de la deuxième moitié du XIXe siècle. S'élevant sur quatre niveaux – sous-sol semi-enterré, rez-de-chaussée et deux étages –, large de sept travées, il est éclairé par de larges et hautes fenêtres, segmentaires au rez-de-chaussée et en plein cintre aux étages. La porte centrale, au bout d'un grand perron de huit marches, est encadrée de deux colonnes à chapiteaux ioniques. La travée centrale est surmontée d'un fronton semi-circulaire où est placé un grand médaillon en pierre, gravé des lettres "RF". Les deux ailes latérales sont plus influencées par l'architecture néo-classique toulousaine du XVIIIe siècle. Les fenêtres sont également segmentaires au rez-de-chaussée et en plein cintre aux étages mais, plus étroites, elles sont couronnées de fines corniches et séparées par des tables, et des cordons de briques courent au niveau des appuis. À l'arrière du corps de bâtiment principal ont été élevées deux longues ailes latérales, sur deux niveaux seulement, qui encadrent une cour arborée[7].

### Église Sainte-Germaine
L'église Sainte-Germaine est construite par l'architecte Joseph Thillet entre 1890 et 1893.

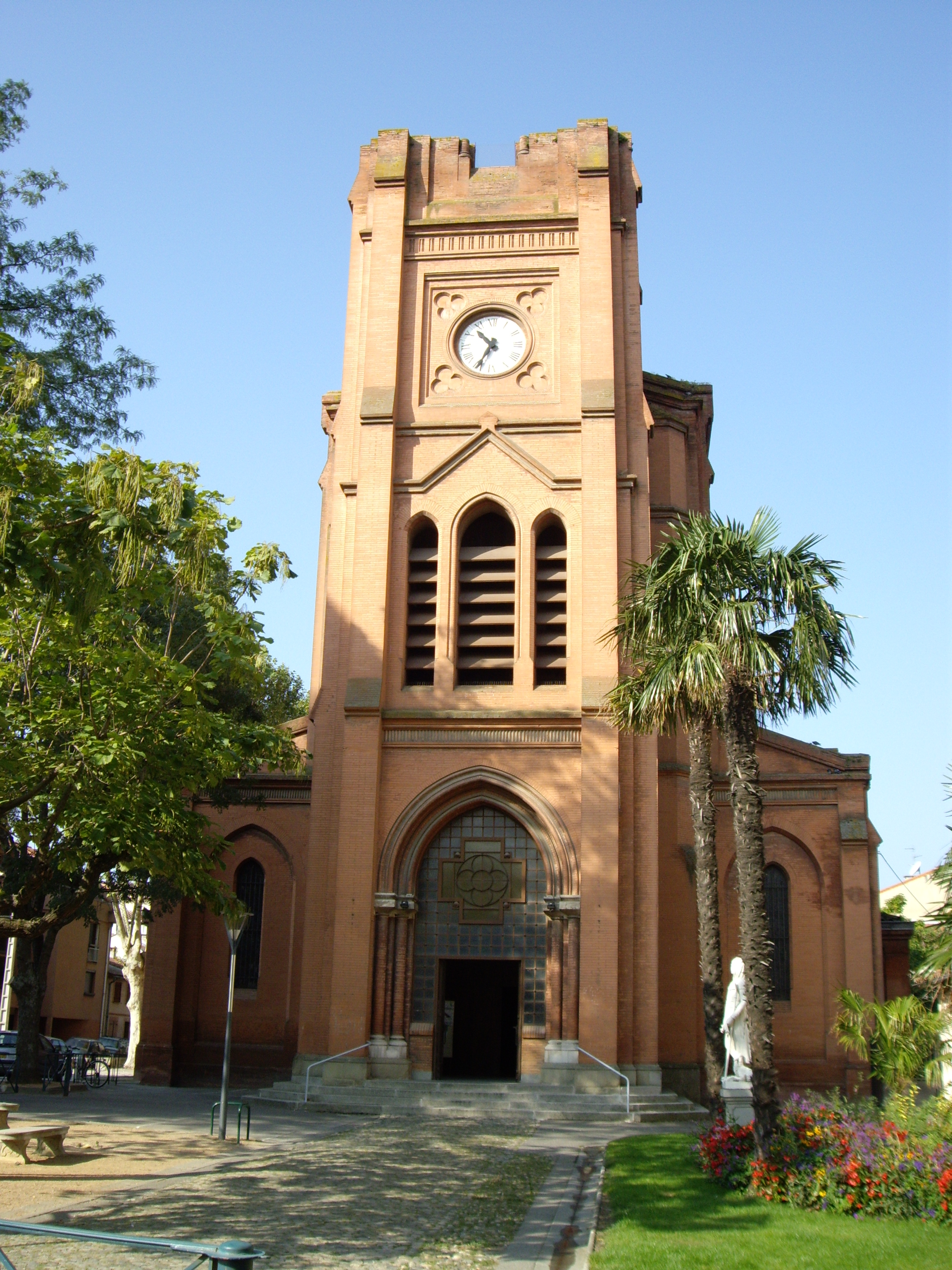
La façade est et le clocher inachevé de l'église.
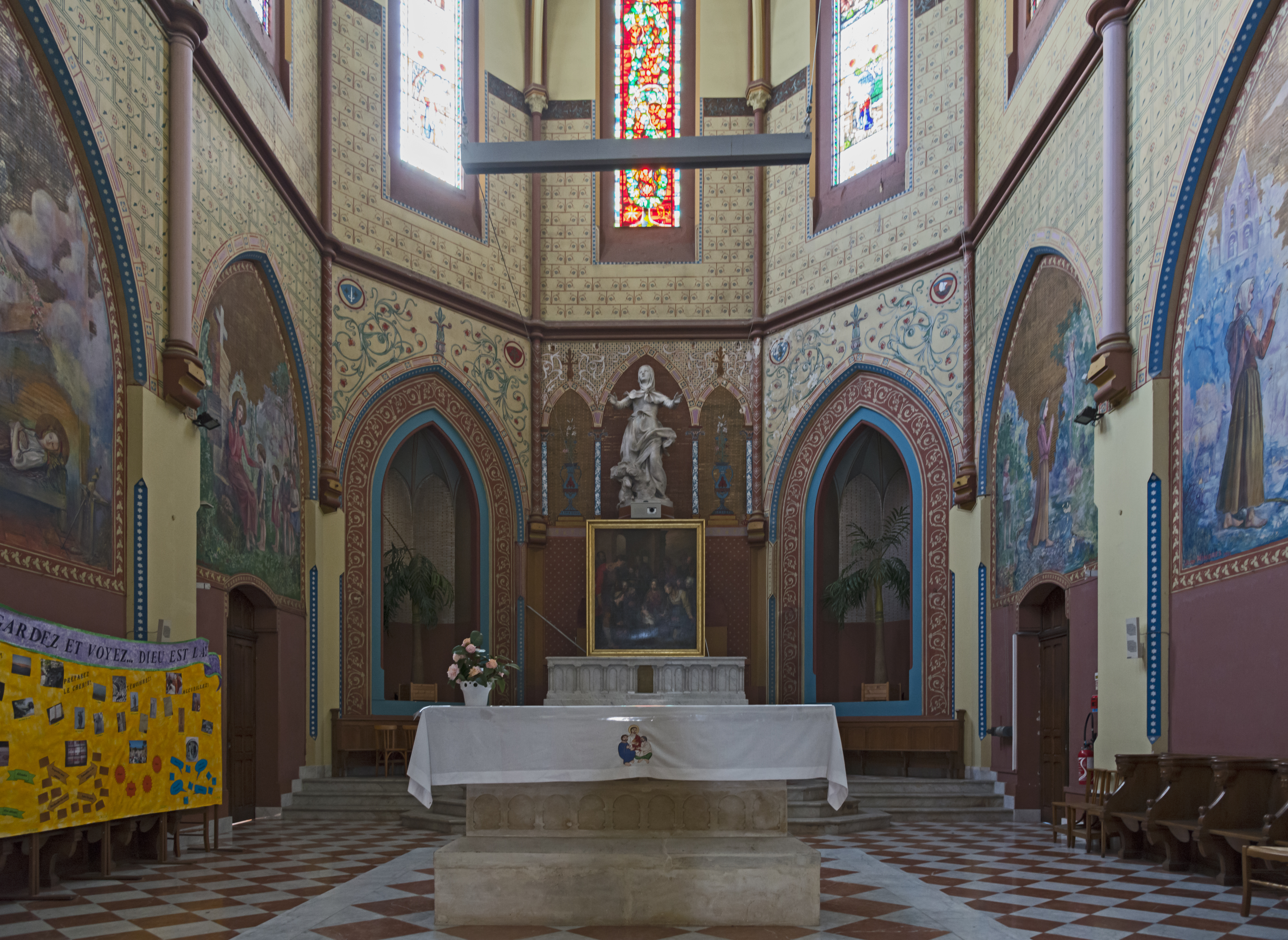
Le chœur et l'autel de l'église.
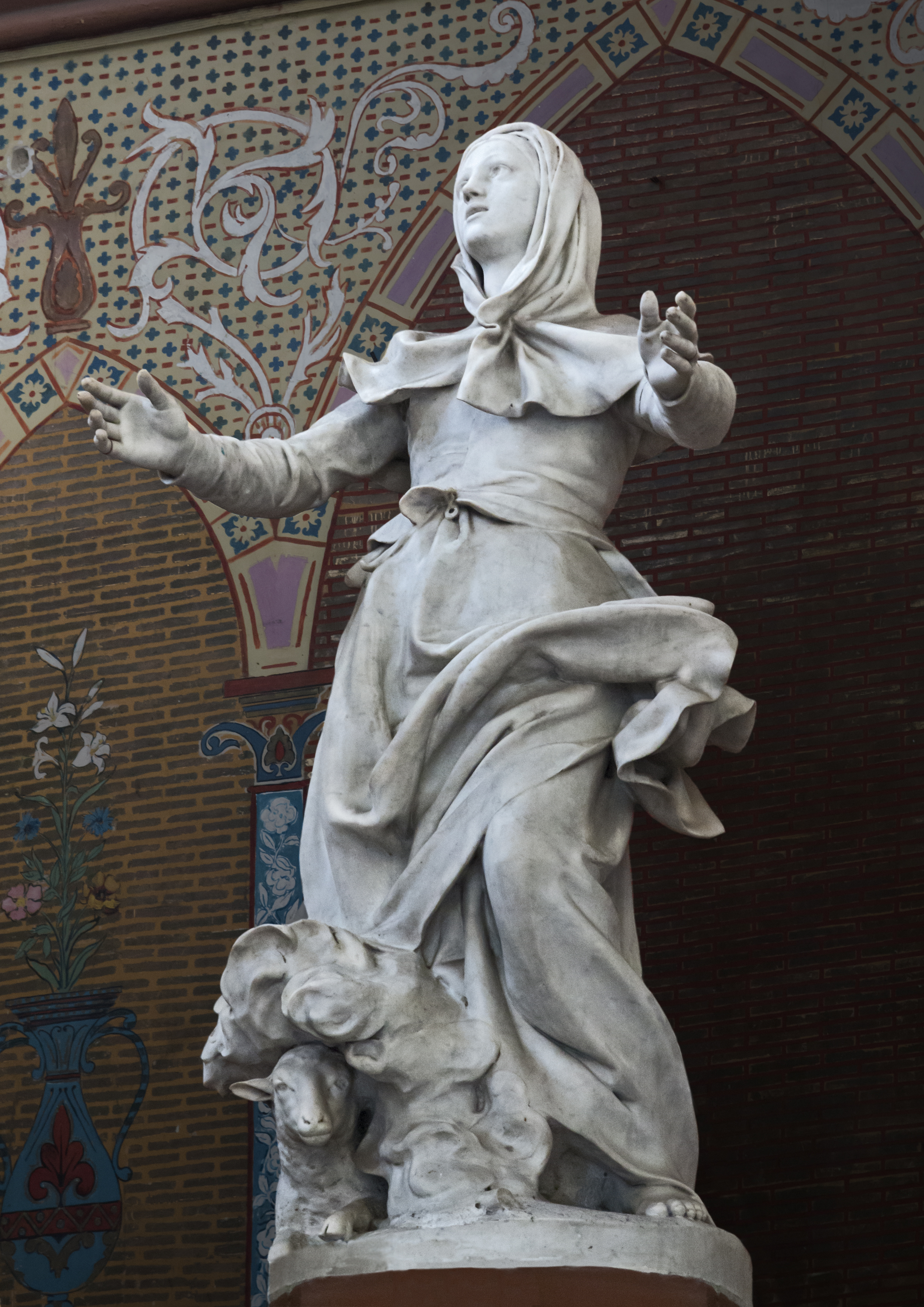
Sainte Germaine, par Alexandre Falguière (1877).

### Maisons
- no  15 : maison. 
La maison, qui présente une façade d'un style éclectique influencé par l'Art nouveau, a été élevée à la fin du XIXe siècle[9].

- no  48 : maison. 
Cette maison, étroite, présente cependant une façade éclectique richement décorée et animée par la dissymétrie et le jeu de la polychromie des matériaux, caractéristiques des constructions bourgeoises de la première décennie du XXe siècle. Large de seulement deux travées, la maison s'élève sur quatre niveaux – un sous-sol semi-enterré, un rez-de-chaussée surélevé, un étage carré et un étage de combles. Le sous-sol, en pierre, est percé d'une ouverture pour le charbon. Le rez-de-chaussée, où la brique est traitée en bossage continu, est éclairé dans la travée de droite par une fenêtre double. Au 1er étage, un balcon, soutenu de lourdes consoles, est orné d'un garde-corps en fonte aux motifs végétaux. Les fenêtres, simple dans la travée de gauche, double dans la travée de droite, sont couronnées de corniches, surmontées d'une frise en céramique aux motifs floraux, et d'une large corniche à modillons. L'étage de comble, couvert d'un toit en ardoise, est percé de deux lucarnes aux encadrements de pierre, petite et en plein cintre à gauche, plus grande et surmontée d'un fronton triangulaire à droite[10].

### Autres
- no  58-62 : station de métro Saint-Agne – SNCF. 
La sortie principale de la station de métro Saint-Agne – SNCF est construite entre 2005 et 2007, à l'emplacement de trois maisons. Elle est inaugurée et mise en service le 30 juin 2007 comme l'ensemble de la ligne B du métro. Elle est dessinée par les architectes Michel Sartre, Claude Mauget et Anne Mondine.

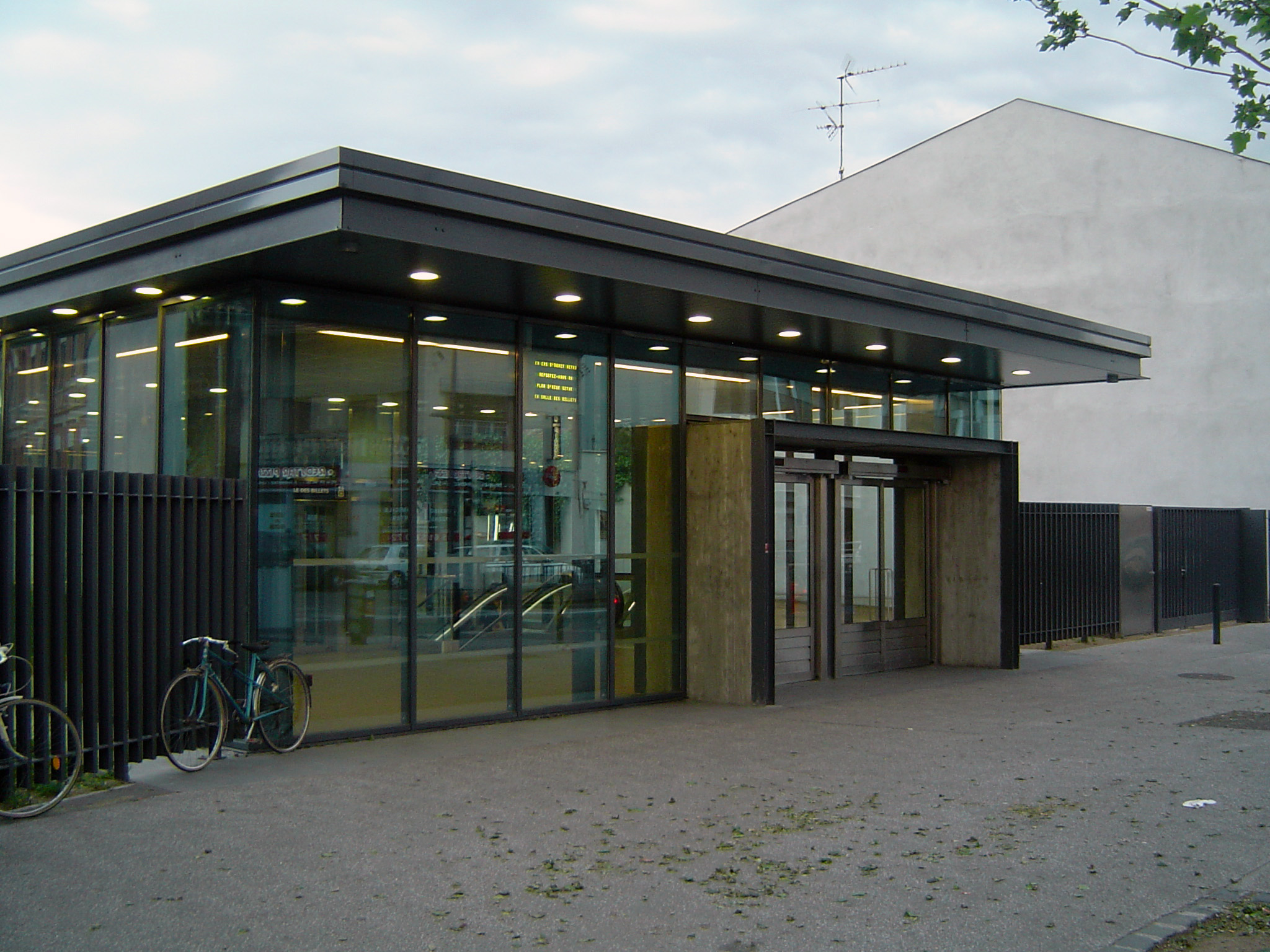
Le bâtiment principal, du côté des no pairs.
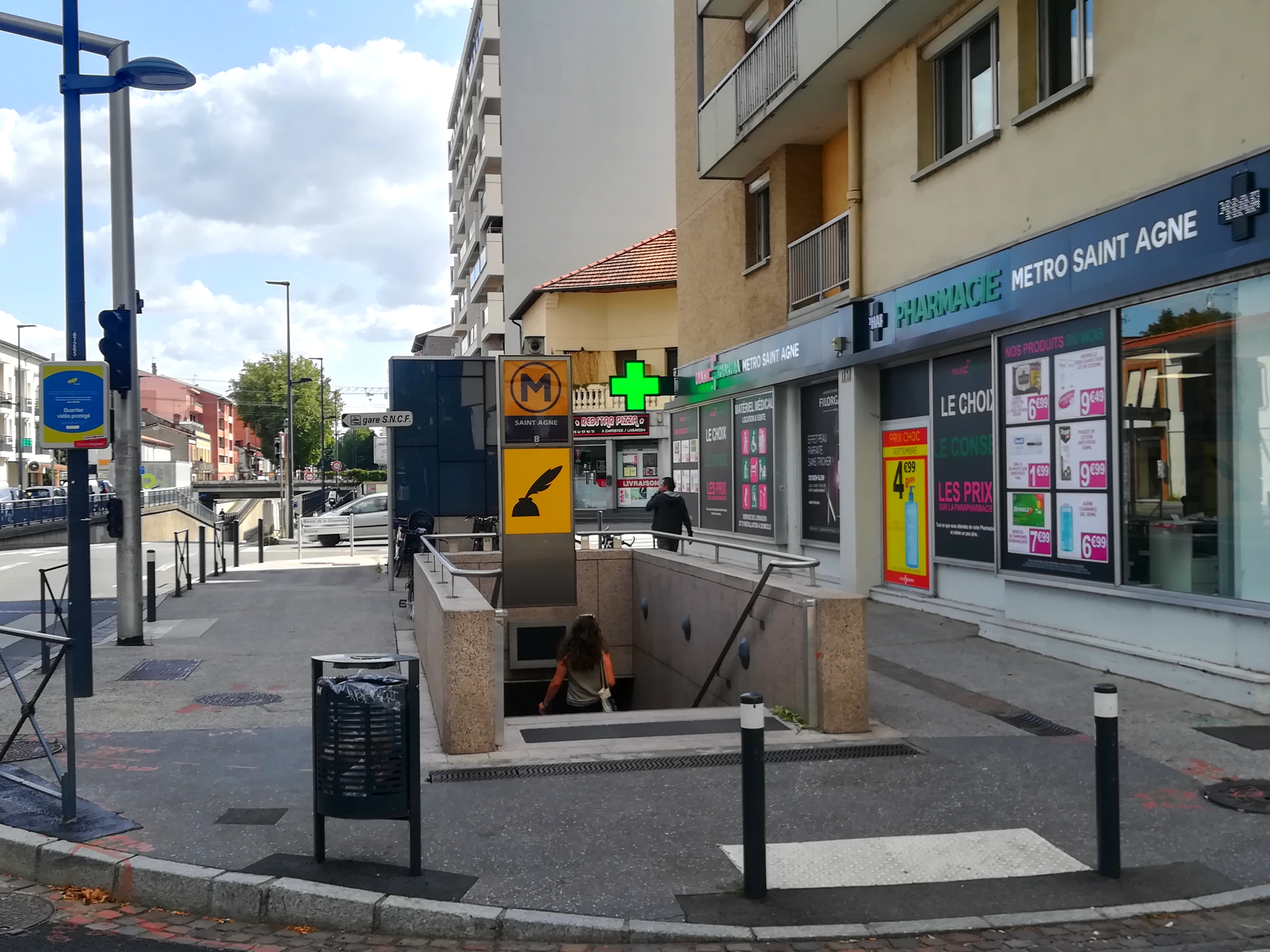
L'entrée du côté des no impairs.

- no  72 : gare Saint-Agne.
La gare Saint-Agne, à l'origine simple halte pour les voyageurs sans bagages, est ouverte en 1864 par la Compagnie des chemins de fer du Midi et du Canal latéral à la Garonne, à la suite de la mise en service de la première partie de la ligne de Toulouse à Bayonne. L'édifice actuel est construit entre 1950 et 1970. Il se compose d'un petit bâtiment en rez-de-chaussée surmonté d'un étage de combles. La construction est en béton enduit, tandis que les encadrements des portes et des fenêtres sont en brique rouge. Une partie du rez-de-chaussée est protégée par une marquise en béton[11]. Une plaque commémorative, dédiée à Marcel Langer, a été placée en 2008[12].

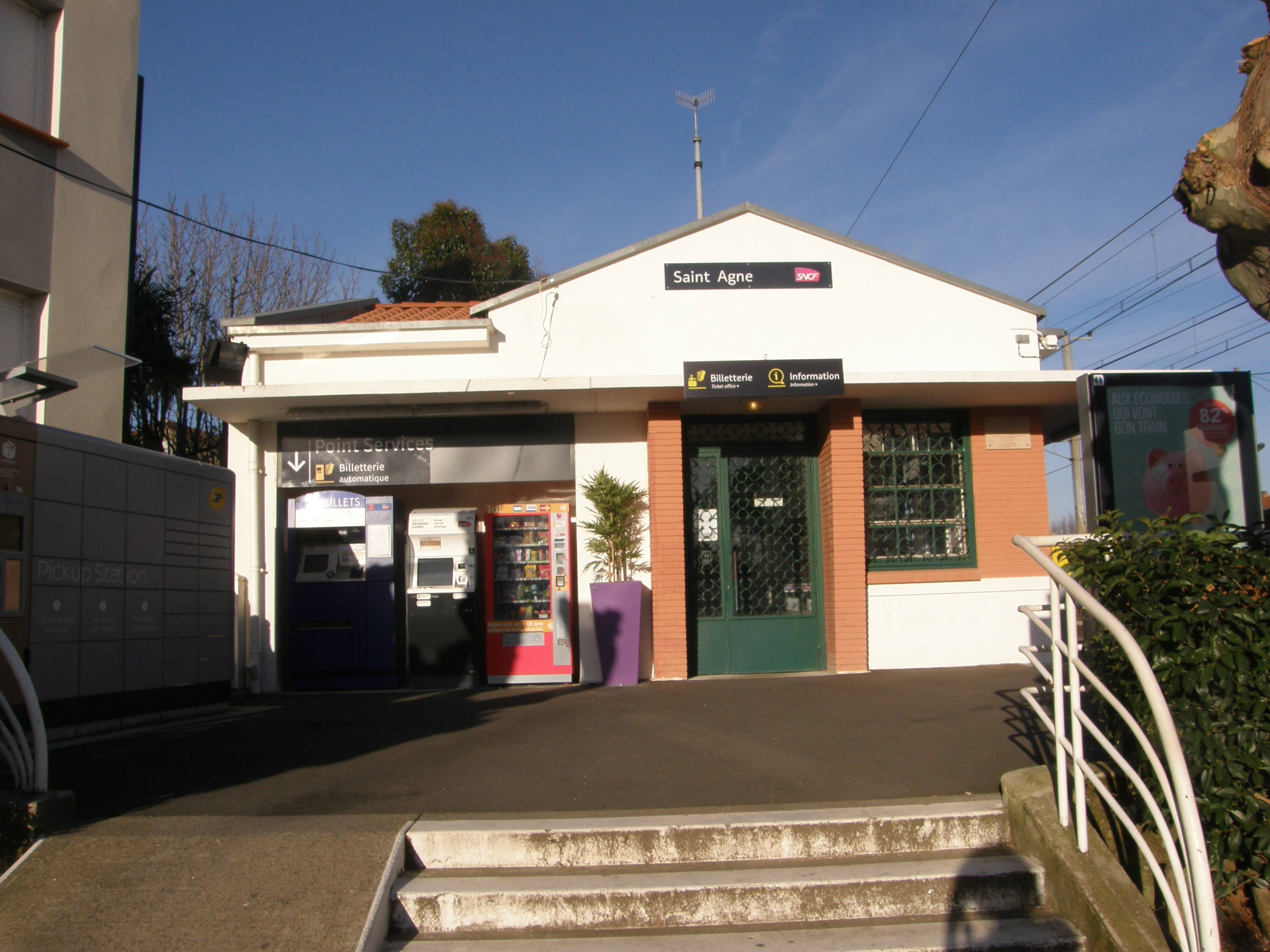
Le bâtiment de voyageurs.
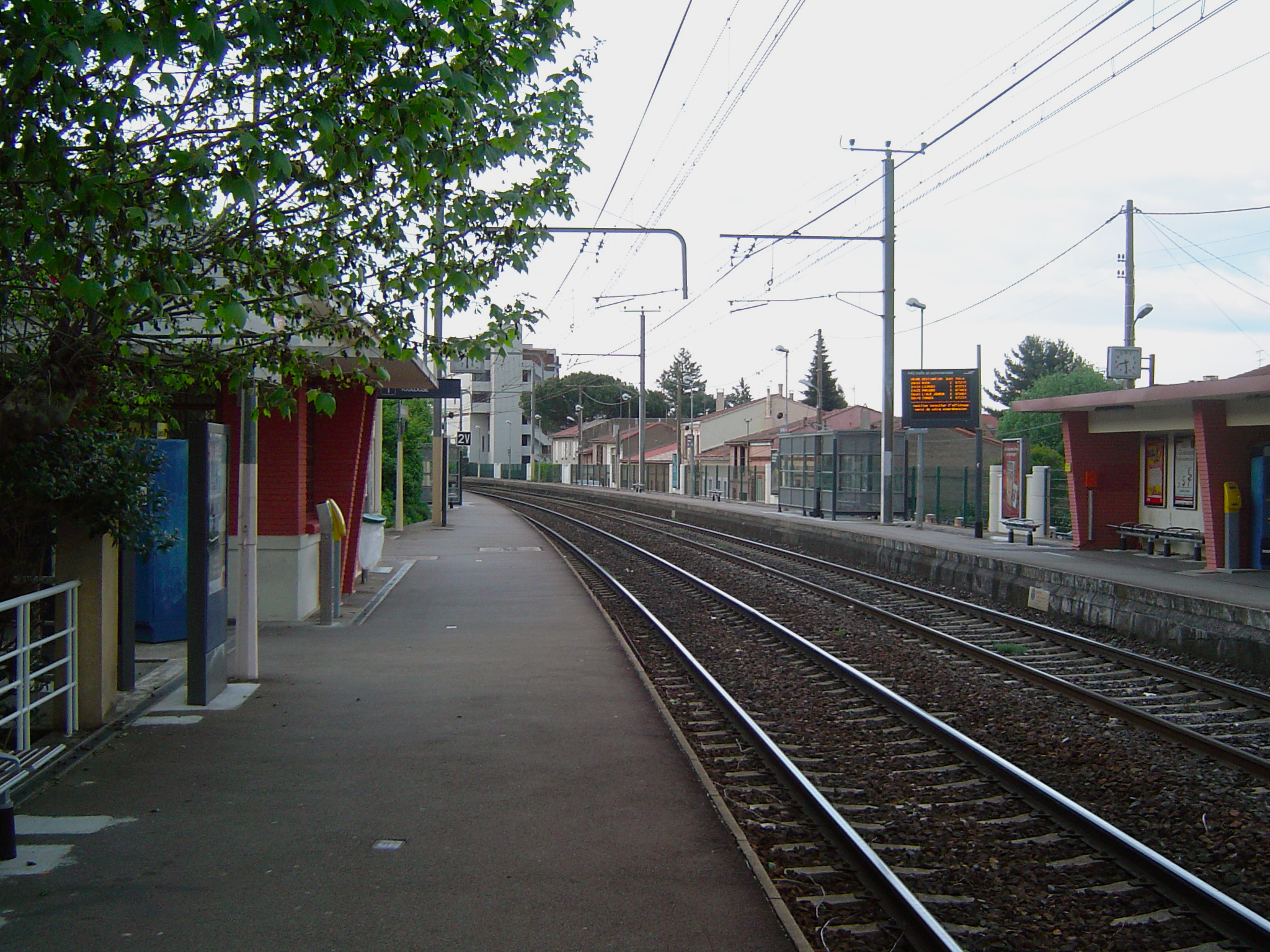
Les voies et les quais.
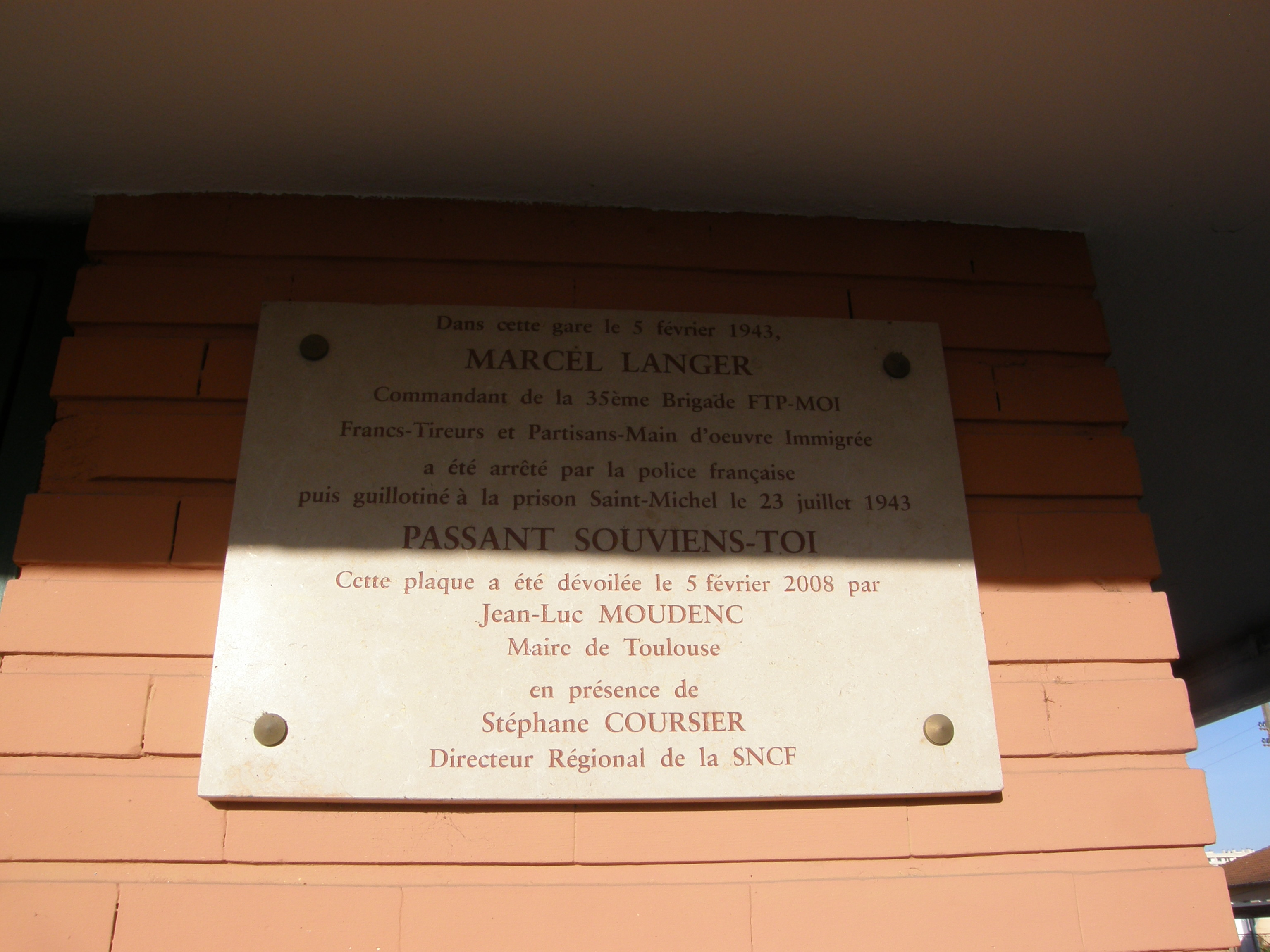
La plaque commémorative de Marcel Langer.